# Konstantin Čupković
Konstantin Čupković (Virovitica, 2 gennaio 1987) è un pallavolista serbo.
Gioca nel ruolo di schiacciatore nel Fenerbahçe.

## Carriera

### Club
La carriera professionistica di Konstantin Čupković inizia nel 2000, quando viene ingaggiato dal Mladi Radnik, squadra con la quale trascorre sei stagioni e disputa il massimo campionato serbo-montenegrino. Nella stagione 2006-07 viene ingaggiato dal Vojvodina, vincendo subito lo scudetto e la Coppa di Serbia. 
Nel campionato 2009-10 si accasa al Radnički Kragujevac e vince il secondo scudetto della propria carriera. Già nell'annata successiva cambia squadra, ingaggiato per la prima volta all'estero nella Prva liga montenegrina dal Budvanska rivijera, squadra che lascia a metà stagione, trasferendosi nella Serie A1 Italiana per giocare nella M. Roma per il finale di stagione.
Dopo una breve parentesi nell'Al-Rayyan, gioca per due stagioni nello Skra Bełchatów, vincendo nell'annata 2011-12 la Coppa di Polonia e in quella 2012-13 la Supercoppa polacca. Nel campionato 2013-14 ritorna a giocare in Italia, ingaggiato dalla Sir Safety Perugia. Nella stagione 2014-15 torna in Polonia, vestendo la maglia del Łuczniczka Bydgoszcz, in Polska Liga Siatkówki; nella stagione seguente, invece, veste la maglia del Tours, nella Ligue A francese, con cui si aggiudica la Supercoppa.
Nel campionato 2016-17 approda nella VolleyLeague greca con l'Olympiakos, vincendo la Coppa di Lega e la Coppa di Grecia, venendo eletto MVP di entrambi i tornei, mentre nella stagione successiva fa ritorno al Tours, aggiudicandosi lo scudetto. Per il campionato 2018-19 si accasa al club turco del Fenerbahçe, in Efeler Ligi, con cui conquista la Coppa di Turchia.

### Nazionale
Nell'estate del 2011 viene convocato per la prima volta nella nazionale serba.

## Palmarès

### Club
- Campionato serbo: 2

2006-07, 2009-10
- Campionato francese: 1

2017-18
- Coppa di Serbia: 1

2006-07
- Coppa di Polonia: 1

2011-12
- Coppa di Grecia: 1

2016-17
- Coppa di Turchia: 1

2018-19
- Coppa di Lega: 1

2016-17
- Supercoppa polacca: 1

2012
- Supercoppa francese: 1

2015

### Premi individuali
- 2017 - Coppa di Lega: MVP
- 2017 - Coppa di Grecia: MVP